# Рибейрополис
Рибейрополис (порт. Ribeirópolis)  —  муниципалитет в Бразилии, входит в штат Сержипи. Составная часть мезорегиона Сертан штата Сержипи. Входит в экономико-статистический  микрорегион Карира. Население составляет 18 773 человек на 2021 год. Занимает площадь 26.364 км². Плотность населения — 62,66 чел./км².

## Статистика
- Валовой внутренний продукт на 2004 составляет 52.201.083 реалов (данные: Бразильский институт географии и статистики).
- Валовой внутренний продукт на душу населения на 2004 составляет 3.230,06 реалов (данные: Бразильский институт географии и статистики).
- Индекс развития человеческого потенциала на 2000 составляет 0,656 (данные: Программа развития ООН).